# Liste des espèces végétales protégées en Martinique
La liste des espèces végétales protégées en Martinique est une liste officielle définie par le gouvernement français, recensant les espèces végétales qui sont protégées sur le territoire de la Région Martinique. Elle a été publiée dans un arrêté du 26 décembre 1988.
Les noms de cette liste ont été mis à jour à l'aide de la base de données des trachéophytes des Antilles françaises de Tela Botanica.

## Monocotylédones
- Acrocomia aculeata (Jacq.) Lodd. ex Mart.
- Aechmea serrata (L.) Mez
- Elleanthus cephalotus Garay & Sweet
- Elleanthus dussii Cogn.
- Geonoma pinnatifrons Willd[3].
- Geonoma undata Klotzsch[4]
- Oncidium altissimum (Jacq.) Sw[5].
- Tolumnia leiboldii (Rchb.f.) Braem, synonyme d’Oncidium leiboldii Rchb.f.
- Trichocentrum ceboletta (Jacq.) M.W.Chase & N.H.Williams, synonyme de Oncidium cebolleta (Jacq.) Sw.